# Dichotomius simulans
Dichotomius simulans är en skalbaggsart som beskrevs av Luederwaldt 1925. Dichotomius simulans ingår i släktet Dichotomius och familjen bladhorningar. Inga underarter finns listade i Catalogue of Life.